# Гомене
Гомене (фр. Gomené) насеље је и општина у северозападној Француској у региону Бретања, у департману Приморје која припада префектури Денан.
По подацима из 2011. године у општини је живело 575 становника, а густина насељености је износила 22,66 становника/km². Општина се простире на површини од 25,37 km². Налази се на средњој надморској висини од 233 метара (максималној 221 m, а минималној 104 m).

## Демографија
| 1962. | 1968. | 1975. | 1982. | 1990. | 1999. | 2011. |
| ----- | ----- | ----- | ----- | ----- | ----- | ----- |
| 595   | 718   | 647   | 596   | 535   | 539   | 575   |

График промене броја становника у току последњих година